# محمد بن رسول الحسيني البرزنجي

## اسمه
هو السيد محمد بن رسول بن عبد السيد بن قلندر الحسيني البرزنجي الشهرزوري المدني.

## مولده ونشأته
ولد بشهرزو قرية من بلاد الكرد بالعراق ليلة الجمعة 12/3/1040 للهجرة.نشأ بها وقر القرآن وجوده على والده وقرأ على الملا زيرك والملا شريف الصديقي الكوراني

## رحلاته
رحل واخذ العلم من العلماء من ماردين وحلب واليمن ودمشق ومصر وبغداد وتوجه إلى المدينة المنورة فلازم العلامة المحقق إبراهيم بن حسن الكوراني والشيخ أحمد القشاشي وعمل مدرسا بالحرم النبوي.

## شيوخه
أخذ علومه من الشيخ أحمد السلاحي بماردين وابي الوفاء العرضي ومحمد الكواكبي بحلب وعبد الباقي الحنبلي وعبد القادر الصقوري بدمشق وعن الشيخ مدلج ببغدادوعن الشيخ محمد البابلي وعلي الشبراملسي وسلطان المزاحي ومحمد العناني وأحمد العجمي بمصر وببلاد الحرمين أخذ عن الشيخ اسحاق بن جمعان الزبيدي وعلى الربيعي وعلي العقيبي وعيسى الجعفري وعبد الملك السجلماسي

## مصنفاته
صنف الكثير وقد تزيد عن التسعين مصنفا منها
- الإشاعة لاشراط الساعة
- اضاءة النبراس لازاحة الوسواس الخناس
- الترجيح والتصحيح لصلاة التسبيح
- رجل الطاووس في شرح القاموس
- رفع الإصر عن معنى كونه صلى الله عليه وسلم اميا لم ينطق الشعر
- النوافض للروافض
- الصلة والعايدة في تفسير أوايل المايدة مخطوطة (قيد التحقيق)للباحث جمال الكلدي

الترغيم والترخيم لمنكر التعظيم والتفخيم

## أعماله
تولى منصب افتاء السادة الشافعية بالمدينة المنورة

## وفاته
توفي في 1/1/1103 من الهجرة بالمدينة المنورة ودفن بالبقيع